# Boxe aux Jeux méditerranéens de 1979
Navigation
Édition précédente Édition suivante
Les compétitions de boxe anglaise de la 8e édition des Jeux méditerranéens se sont déroulées du 15 au 29 septembre 1979 à Split, Yougoslavie.

## Résultats

### Podiums
| Catégories                    | Or                | Argent               | Bronze                                  |
| Poids mi-mouches (-48 kg)     | Fayek Adly Azed   | Roberto Alberti      | Mustafa Selver Abdelkad Bouksiba        |
| Poids mouches (-51 kg)        | Lofti Belkhir     | Necmi Akkoyun        | Elhani Bouksiba Mohamed Zakaria         |
| Poids coqs (-54 kg)           | Fazlija Sacirovic | Claude Capelle       | Bülent Angın Faycal Bejaoui             |
| Poids plumes (-57 kg)         | Daniel Londas     | Mahmoud Abdelrahman  | Giuseppe Ferracuti Bratislav Ristic     |
| Poids légers (-60 kg)         | Milivoj Labudovic | Carlo Russollilo     | Kamel Abboud Noureddine Segmani         |
| Poids super-légers (-63,5 kg) | Ace Rusevski      | Djillali Rahou       | Patrizio Oliva Mohamed Ghunaimi         |
| Poids welters (-67 kg)        | Memet Bogujevci   | Ali Abdelaziz Ismail | Luciano Sorgon Abdesat Bahri            |
| Poids super-welters (-71 kg)  | Miodrag Perunovic | Santiago Bernal      | Abdelzaaher Ayyoud Ali Denoouir Mohamed |
| Poids moyens (-75 kg)         | Tadija Kacar      | Gaetano Ardito       | Selami Karakelle Brahim Manjoub         |
| Poids mi-lourds (-81 kg)      | Slobodan Kačar    | Ahmed Ghunainan      | Taoufik Belbouli                        |
| Poids lourds (+81 kg)         | Dragomir Vujkovic | Dominique Nato       | Francesco Damiani Ali Öztürk            |

### Tableau des médailles
| Place | Pays             | Médaille d'or | Médaille d'argent | Médaille de bronze | Total |
| ----- | ---------------- | ------------- | ----------------- | ------------------ | ----- |
| 1     | Yougoslavie      | 8             | 0                 | 2                  | 10    |
| 2     | Égypte           | 1             | 3                 | 3                  | 7     |
| 3     | France           | 1             | 2                 | 0                  | 3     |
| 4     | Tunisie          | 1             | 0                 | 5                  | 6     |
| 5     | Italie           | 0             | 3                 | 4                  | 7     |
| 6     | Algérie          | 0             | 1                 | 3                  | 4     |
| 6     | Turquie          | 0             | 1                 | 3                  | 4     |
| 8     | Espagne          | 0             | 1                 | 0                  | 1     |
| 9     | Maroc            | 0             | 0                 | 1                  | 1     |
| Total | 9 pays médaillés | 11            | 11                | 21                 | 43    |